# Thyranthrene metazonata
Thyranthrene metazonata är en fjärilsart som beskrevs av George Francis Hampson 1919. Thyranthrene metazonata ingår i släktet Thyranthrene och familjen glasvingar. Inga underarter finns listade i Catalogue of Life.